# Veitsch
Veitsch is een plaats en voormalige marktgemeinde in de Oostenrijkse deelstaat Stiermarken. Het is een ortschaft van de gemeente Sankt Barbara im Mürztal, die deel uitmaakt van het district Bruck-Mürzzuschlag.

De gemeente Veitsch telde in 2014 372 inwoners. Tot eind 2012 lag ze in het district Mürzzuschlag. In 2015 ging Veitsch bij een herindeling samen met Mitterdorf im Mürztal en Wartberg im Mürztal, waarbij de gemeente Sankt Barbara im Mürztal ontstond.

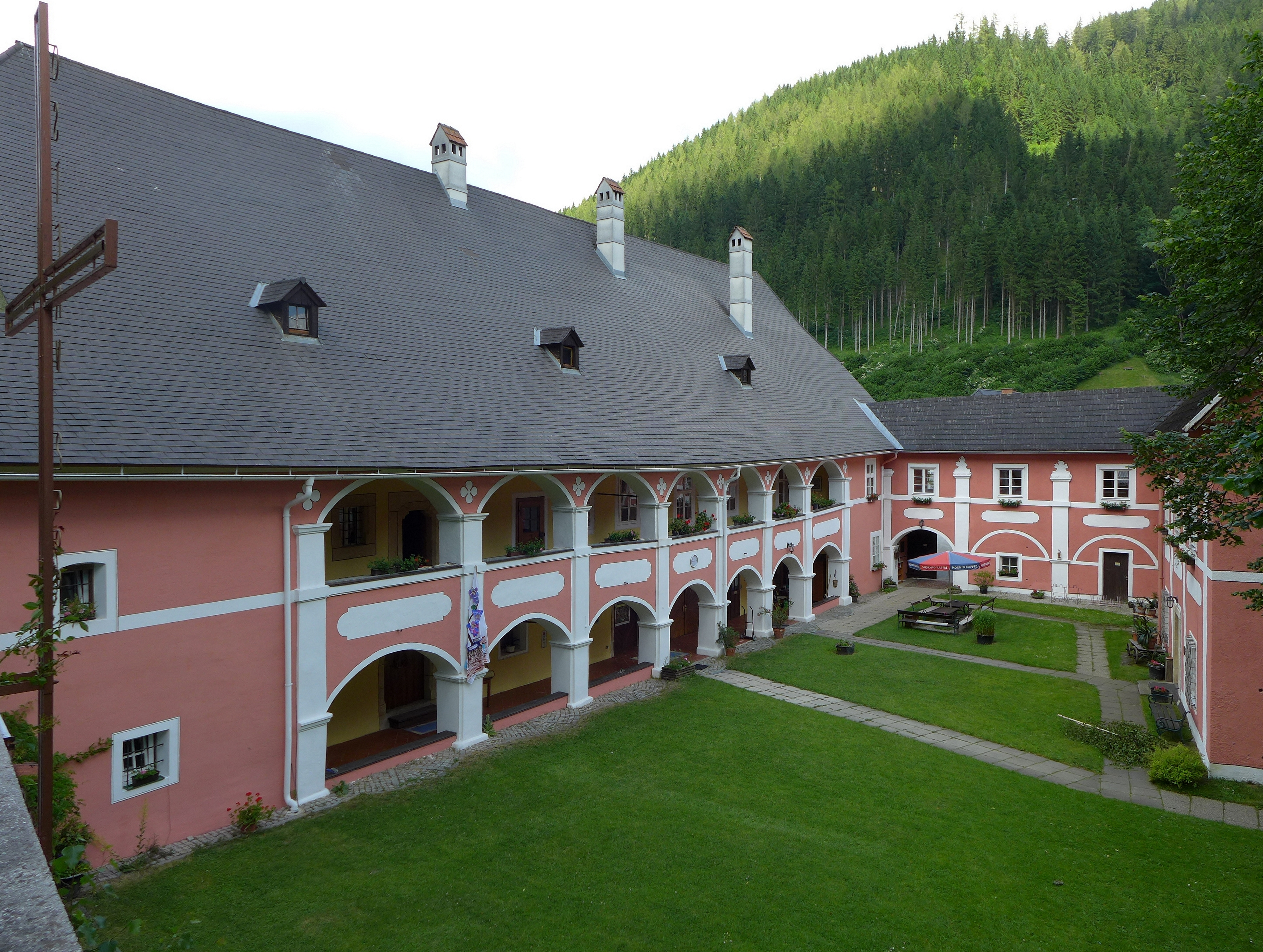

Stadsgemeenten:
Bruck an der Mur · Kapfenberg · Kindberg · Mariazell · Mürzzuschlag

Marktgemeenten:
Aflenz · Breitenau am Hochlantsch · Krieglach · Langenwang · Neuberg an der Mürz · Sankt Barbara im Mürztal · Sankt Lorenzen im Mürztal · Sankt Marein im Mürztal · Thörl · Turnau

Overige gemeenten:
Pernegg an der Mur · Spital am Semmering · Stanz im Mürztal  · Tragöß-Sankt Katharein
- Gemeinsame Normdatei: 4062455-9
- Library of Congress Control Number: n80083373
- Nationale Bibliotheek van Israël: 987007552505705171
- Virtual International Authority File: 136040848
- WorldCat: E39PBJmhPC7XbvwjPGkpdJmfMP